# Серралунга-ді-Креа
Серралунга-ді-Креа, Серралунґа-ді-Креа (італ. Serralunga di Crea, п'єм. Seralonga 'd Crea) — муніципалітет в Італії, у регіоні П'ємонт,  провінція Алессандрія.
Серралунга-ді-Креа розташована на відстані близько 500 км на північний захід від Рима, 50 км на схід від Турина, 34 км на північний захід від Алессандрії.
Населення — 561 особа (2014).
Щорічний фестиваль відбувається 5 серпня. 

## Демографія
Населення за роками:

Станом на 1 січня 2023 року в муніципалітеті офіційно проживало 47 іноземців з 14 країн, серед них 16 громадян країн Євросоюзу та 2 громадяни України.

## Сусідні муніципалітети
- Черезето
- Момбелло-Монферрато
- Понтестура
- Понцано-Монферрато
- Солонгелло